# Kruszczyca złotawka
Kruszczyca złotawka (Cetonia aurata) – gatunek chrząszcza z rodziny poświętnikowatych i podrodziny kruszczycowatych.

## Występowanie
Zamieszkuje niemal całą Europę (poza Szkocją, północną Szwecją i północną częścią Finlandii) Areał rozciąga się przez całą Azję Mniejszą, Rosję, Syrię, północny Irak i Iran, kończąc się na północnych Chinach i Mongolii. W Polsce pospolity gatunek chrząszcza.

## Tryb życia
Larwy rozwijają się w próchnie drzew i krzewów, zwykle w ich przyziemnej i podziemnej części, a czasami także wewnątrz mrowisk, w których odżywiają się też drewnianymi szczątkami organicznymi przynoszonymi przez mrówki. Dorosłe osobniki żywią się kwiatami; najczęściej można je spotkać na białych kwiatach czarnego bzu, na rutewce wąskolistnej i wiązówce błotnej. Żerują również na jarzębinie i głogu. Pokrywy metalicznie zielonkawo błyszczące z widocznymi licznymi białymi plamkami i wąskimi paseczkami w dolnej połowie pokryw. Spodnia strona ciała biało cętkowana. Jej pokrywy nie otwierają się podczas lotu.

## Galeria

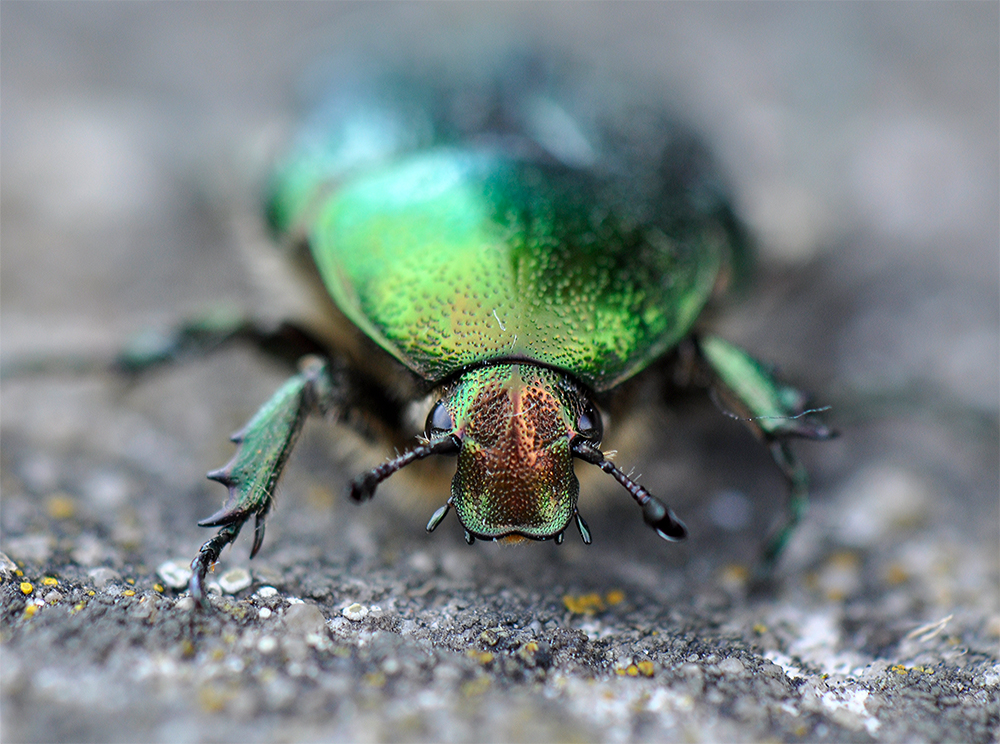
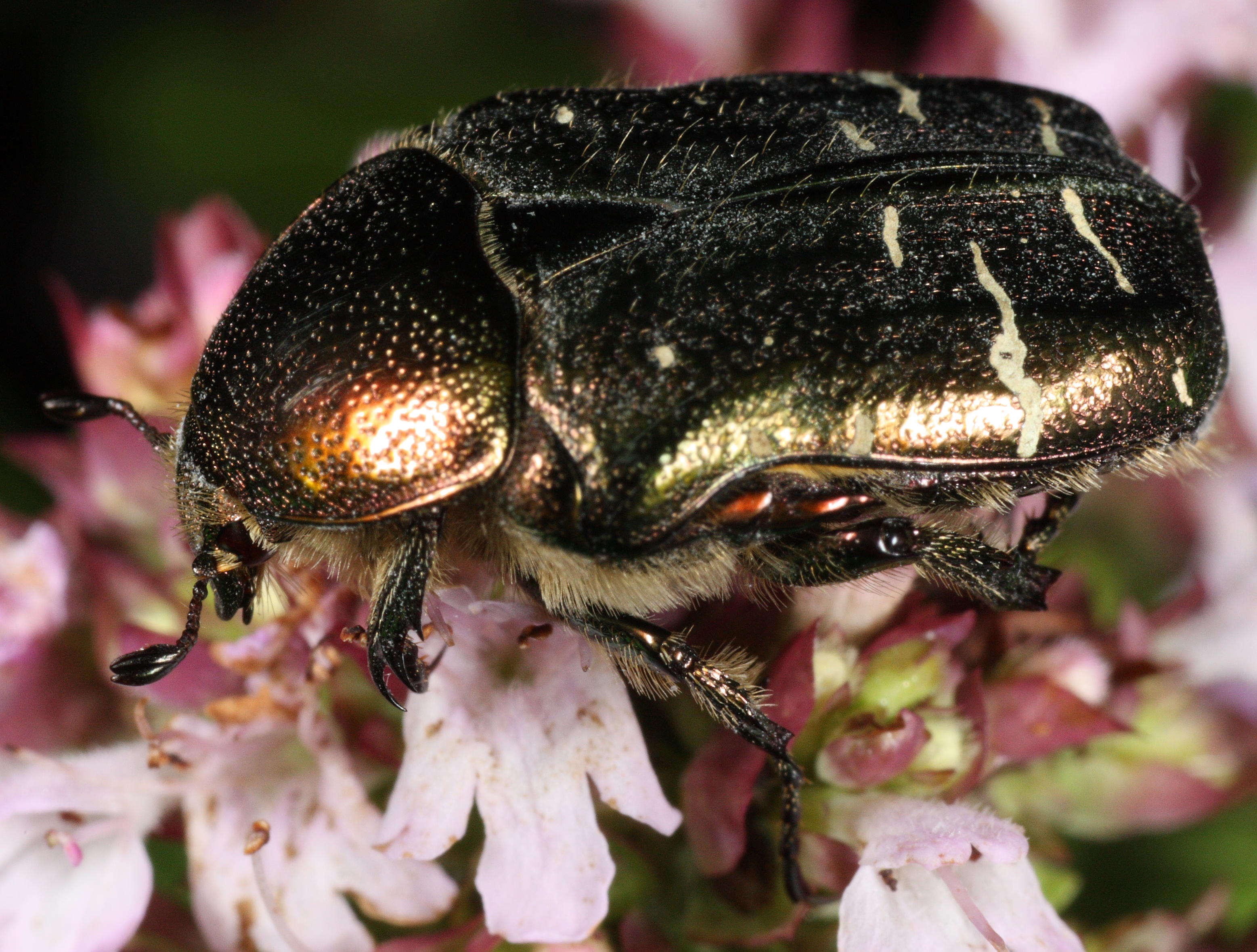
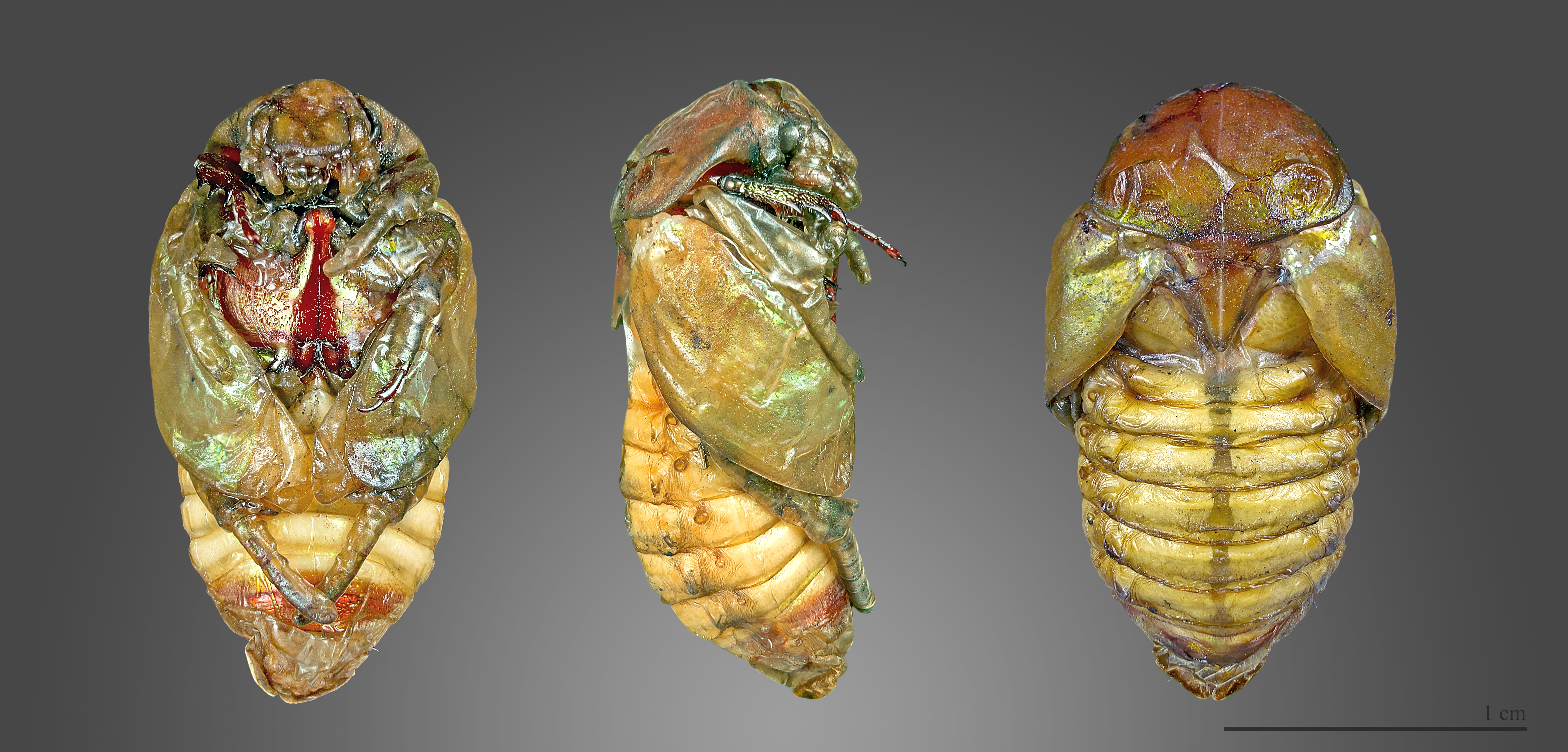
Poczwarka
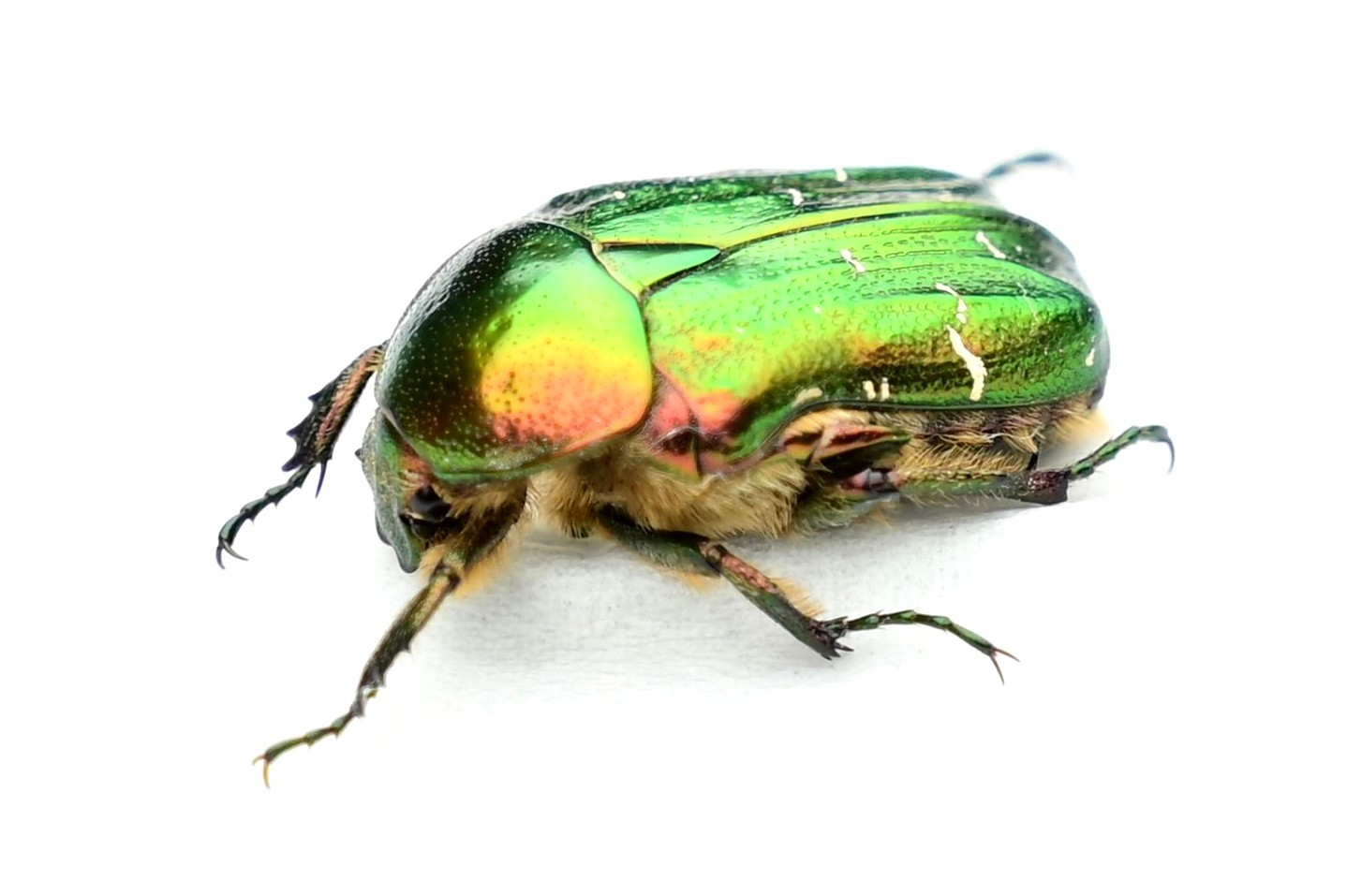